# Ljosna
Ljosna (belarussisch Лёзна, russisch Лиозно Liosno, polnisch Łoźna) ist eine Siedlung städtischen Typs in der Wizebskaja Woblasz, Belarus. Die Stadt hat 6.753 Einwohner (2005) und liegt an der belarussisch-russischen Grenze an der Moschna.
Die Stadt wurde erstmals 1654 urkundlich erwähnt.

## Söhne und Töchter der Stadt
- Menachem Mendel Schneersohn (1789–1866), auch bekannt als Zemach Zedek („Sprössling der Gerechtigkeit“), orthodoxer Rabbiner und der dritte Rebbe der Chabad-Bewegung.
- Marc Chagall (1887–1985), poetischer Maler, der in seinen Werken stets wiederkehrende Symbole verwendete.